# شذيل ديربي
شذيل ديربي (الاسم العلمي:Anomalurus derbianus) (بالإنجليزية: Lord Derby's flying squirrel)‏ هو نوع من الحيوانات يتبع جنس الشذيل من الفصيلة الشذيلية.